# Allium vescum
Allium vescum — вид рослин з родини амарилісових (Amaryllidaceae); ендемік Ірану.

## Опис
Цибулина товщиною до 8 мм, від яйцюватої до субсферичної; зовнішні оболонки темно-коричневі; проміжні — жовтуваті; цибулинки малі, ≈ 10 мм завдовжки. Стеблина 15–22 см заввишки. Листків 3(4), ≈ 0.4 мм в діаметрі.

## Поширення
Ендемік західного Ірану.